# کازویا سوروماکی
کازویا سوروماکی (انگلیسی: Kazuya Tsurumaki؛ زادهٔ ۲ فوریهٔ ۱۹۶۶) پویانما، سازنده انیمه، کارگردان پویانمایی اهل ژاپن است.